# 國姓
國姓是東亞儒家文化圈以帝王皇室為統治核心，以國君為本的宗廟姓氏概念，用於指代天子宗室的姓氏。
大中華傳統儒家文化的宗法觀念之中，宗親氏族是極為重要的社會組成單位，與當今統治天下的天子同宗，往往具有特殊的意義。因此，將國姓授予功臣，被視為是一種莫大的榮譽，這種賞賜稱為賜國姓。
日本姓氏是代表臣籍降下的身份地位，日本皇室並沒有姓氏；與之相關，一般相信皇族血統從未改變，稱之為萬世一系。所以日本歷史上雖然有過「賜姓」一詞，但並不是將皇室姓氏賦予附庸，而是源於有遠親血緣的皇室成員被賦予姓氏，把他們從貴族降為附庸臣民。
因此，與中國的情況不同，日本有賜予創造姓氏的事例，但並沒有授予國姓的習俗。如此，日本氏族的本姓是建立在與朝廷的君臣關係。近代初期，天下人組織武家社會時，便被天皇皇室賦予姓氏，作為武家領主地位的身份象徵。豐臣政權和江戶幕府時期，作為統治家族的豐臣氏與德川氏曾分別將「羽柴氏」、「松平氏」兩個豐臣秀吉、德川家康早年使用的苗字賜予島津氏、前田氏等有力大名，並賦予這些外樣大名與自己親族相當的待遇。
明朝末年，軍事將領鄭成功被賜予國姓朱，後世稱為國姓爺。

## 國姓列表

### 中國
- 虞朝：媯姓有虞氏
- 夏朝：姒姓夏氏
- 商朝：子姓殷氏
- 周朝：姬姓周氏
- 秦朝：嬴姓趙氏
- 楚朝：芈姓熊氏
- 漢朝（西漢、東漢、玄漢、季漢）：劉氏
- 新朝：魏郡王氏
- 魏朝：曹氏
- 吳朝：孫氏
- 燕朝：遼東公孫氏
- 晉朝（西晉、東晉）：河內司馬氏
- 五胡十六國
  - 成漢：李氏
  - 漢趙：劉氏
  - 後趙：石氏
  - 前涼：張氏
  - 前燕、後燕、南燕：慕容氏
  - 前秦：苻氏
  - 北燕：長樂馮氏
  - 後秦：姚氏
  - 西秦：乞伏氏
  - 胡夏：赫連氏
  - 後涼：呂氏
  - 西涼：李氏
  - 南涼：禿髮氏
  - 北涼：沮渠氏
  - 西燕：慕容氏
  - 冉魏：冉氏
  - 翟魏：翟氏
  - 譙蜀：譙氏
  - 桓楚：譙國桓氏
  - 代國：拓跋氏
- 南朝宋：彭城劉氏
- 南朝齊、南朝梁：蘭陵蕭氏
- 南朝陳：潁川陳氏
- 北魏、東魏、西魏：河南元氏（原拓跋氏）
- 北齊：渤海高氏
- 北周：宇文氏
- 隋朝：弘農楊氏
- 唐朝：隴西李氏
- 武周：太原武氏
- 五代
  - 後梁：朱氏
  - 後唐：李氏
  - 後晉：石氏
  - 後漢：劉氏
  - 後周：郭氏
- 十國
  - 吳：弘農楊氏
  - 南唐：李氏
  - 吳越：錢氏
  - 閩：瑯琊王氏
  - 前蜀：王氏
  - 後蜀：孟氏
  - 荊南：高氏
  - 楚：馬氏
  - 南漢：劉氏
  - 北漢：劉氏
- 宋朝（北宋、南宋）：涿郡趙氏
- 遼朝、東遼：耶律氏
- 金朝：完顔氏
- 西夏：李氏（原拓跋氏）
- 元朝、北元：博爾濟吉特氏
- 明朝、南明：鳳陽朱氏
- 後金、清朝：愛新覺羅氏

### 匈奴
- 攣鞮氏

### 鮮卑
- 段部：段氏
- 慕容部：慕容氏
- 拓跋部：拓跋氏
- 宇文部：宇文氏

### 吐谷渾
- 慕容氏

### 柔然
- 郁久閭氏

### 仇池
- 楊氏

### 丁零
- 翟氏

### 鄧至
- 像氏

### 宕昌
- 梁氏

### 高昌
- 闞氏
- 張氏
- 馬氏
- 麴氏

### 突厥
- 阿史那氏

### 大理
- 大理段氏

### 党項
- 拓跋氏

### 契丹
- 耶律氏

### 朝鮮半島
- 箕子朝鮮：子氏
- 衛滿朝鮮：衛氏
- 扶餘：解氏
- 高句麗：橫城高氏
- 百濟：扶餘氏
- 新羅：朴氏、月城昔氏（朝鲜语：월성 석씨）、慶州金氏
- 高麗：開城王氏
- 朝鮮、大韓帝國：全州李氏

### 蒙古
- 蒙古帝國及其附屬國（欽察汗國、窩闊台汗國、察合台汗國、伊兒汗國）：孛兒只斤氏

### 越南
- 南越國：趙氏
- 萬春國：李氏
- 大瞿越國
  - 丁朝：丁氏
  - 前黎朝：黎氏
- 大越國
  - 李朝：李氏
  - 陳朝：陳氏
  - 胡朝：胡氏
  - 後黎朝：黎氏
  - 莫朝：莫氏
  - 鄭主：鄭氏
  - 阮主：阮氏
  - 西山朝：阮氏
- 越南國、大南國：阮福氏

### 琉球
- 第一尚氏
- 第二尚氏

## 另見
- 國姓爺
- 賜姓

## 外部連結
- （简体中文）中国总共有55个姓当过皇帝 仅一个以姓氏当国号
- （简体中文）55个做过皇帝的姓氏，影响历史进程的十大姓氏 （页面存档备份，存于）
- （繁體中文）史上200多位皇帝、包含這55個姓氏　你的姓氏在裡面？ （页面存档备份，存于）